# انجمن جغرافیای نروژ
انجمن جغرافیای نروژ (انگلیسی: Norwegian Geographical Society) یک انجمن علمی نروژی است که در سال ۱۸۸۹ تاسیس شد. از جمله بنیانگذاران این انجمن، هانس هنریک رویش، زمین‌شناس بود که از سال ۱۸۹۸ تا ۱۹۰۳ و مجدداً از سال ۱۹۰۷ تا ۱۹۰۹، ریاست این انجمن را بر عهده داشت. وی همچنین، از اعضا افتخاری آن هم محسوب می‌گردید.